# Bataille de Chongju
 (septembre 2016).
Ne pas confondre avec la Bataille de Chungju
Guerre Imjin
La bataille de Chongju est l'une des premières victoires terrestre des Coréens au cours de la guerre Imjin. Elle est par ailleurs remportée par des bénévoles irréguliers coréens qui comprennent en outre des moines guerriers bouddhistes.

## Prélude
Jo Heon, l'un des meneurs les plus connus des coréens irréguliers, en compagnie de Yeonggyu (parfois transcrit en Hyujong) qui emmène les forces bouddhistes, décide d'attaquer Choengju, ville prise par la troisième division de l'armée japonaise commandée par Kuroda Nagasama lors des premières batailles de la guerre Imjin.
Choengju est important car elle constitue un important centre de transport de fournitures pour les forces japonaises dans le nord. Choengju est aussi un des chemins vers Hanseong (Séoul). la ville est sous le contrôle du général Hachisuka Iemasa (1558-1638). 
Informée que la ville est légèrement surveillée, l'armée irrégulière coréenne décide de reprendre Choengju aux Japonais. Capturer Choengju couperait les lignes de communication japonaises et fournirait un tremplin pour la Corée du Sud où l'invasion de la province de Jeolla pourrait être arrêtée.

## Bataille de Chongju
Les forces irrégulières coréennes attaquent Chongju, apportant des échelles sur toutes les portes. Des combats au corps à corps s'ensuivent et les deux côtés perdent des soldats. Hachisuka contraint finalement les Coréens à se retirer après des tirs d'arquebuses qui terrifient les Coréens. Hachisuka croit que ces derniers ont disparu. Aucune tentative d'attaque sur Choengju n'est faite.
Au lieu de cela, Jo Heon emmène plusieurs soldats sur une colline et mettent le feu à de nombreux pieux et installent aussi des étendards sur place. Comme cela est fait de nuit, les Japonais sont complètement trompés et croient que l'armée coréenne est très importante. Hachisuka se retire immédiatement de Choengju. Les irréguliers coréens défilent dans Choengju annonçant leur victoire. Cela renforce également le moral des forces coréennes environnantes dans la région puisque c'est l'une des premières victoires terrestres pour les Coréens.

## Suites
Malgré la victoire, les dirigeants irréguliers coréens se disputent quant à savoir à qui attribuer la victoire et les relations entre les moines bouddhistes et les irréguliers sont coupées. Choengju une fois sécurisée, les forces coréennes peuvent attaquer des positions japonaises mais échouent. Les combats interne conduisent à la défaite et à l'annihilation totale à Kumsan.

## Source de la traduction
- (en) Cet article est partiellement ou en totalité issu de l’article de Wikipédia en anglais intitulé « Battle of Chongju » (voir la liste des auteurs).